# Faustin Linyekula
Faustin Linyekula (Ubundu, 27 februari 1974) is een Congolees danser en choreograaf van moderne dans.

## Leven
Toen de kansen voor Linyekula in Zaïre (nu Democratische Republiek van Congo) werden afgesneden toen de regering de universiteiten sloot, vertrok hij naar Kenia en volgde daar lessen in theater en dans.
Gezamenlijk richtte hij de eerste dansgroep van Kenia op in 1993, waarmee ze een prijs wonnen op het Internationale Dansfestival van Angola. Dankzij deze prijs verwierven ze internationale bekendheid, waardoor ze weer nieuwe uitnodigingen ontvingen, onder meer voor het Summer Tanz Festival in Wenen in 2002.

## Belangrijkste choreografische werken

### Met Studio Kabako
- Spectacularly Empty I (2001)
- Triptyque sans titre - Fragments et Autres Boues Recyclés (2002)
- Spectacularly Empty II (2003)
- Radio Okapi (2004)
- Le Festival des mensonges (2005-2006)
- The Dialogue Series: i. Franco (2006)
- The Dialogue Series: iii. Dinozord (2006)
- La Fratrie errante (2007)
- more more more... future (2009)
- Pour en finir avec Bérénice (2010)

### Overig
- Cleansing (1997, met Opiyo Okach, Afrah Tenambergen en la Compagnie Gàara)
- Tales off the Mud Wall (2000, met Gregory Vuyani Maqoma)
- Telle une ombre gravée dans la poussière (2003)
- Mes obsessions: j’y pense et puis je crie! (2006)
- Si c'est un nègre / autoportrait (2003), een solo voor de Franse danser Sylvain Prunenec
- Bérénice (2009) door Jean Racine

## Onderscheidingen
Linyekula won verschillende prijzen, bijvoorbeeld op het Internationale Dansfestival van Angola.
In 2007 won hij de Grote Prins Claus Prijs van het Prins Claus Fonds binnen het thema Cultuur en conflict. De jury waardeerde hem vanwege de manier waarop hij buitengewoon getalenteerd choreografisch werk afleverde binnen de turbulente context van een cultuur van conflict in Congo.